# David Handley
David Handley (Birmingham, 3 de febrero de 1932–9 de marzo de 2013) fue un deportista británico que compitió en ciclismo en la modalidad de pista. Ganó una medalla de bronce en el Campeonato Mundial de Ciclismo en Pista de 1960, en la prueba de velocidad individual.
Participó en los Juegos Olímpicos de Roma 1960, ocupando el quinto lugar en la carrera de tándem.

## Medallero internacional
| Campeonato Mundial | Campeonato Mundial | Campeonato Mundial | Campeonato Mundial       |
| Año                | Lugar              | Medalla            | Competición              |
| ------------------ | ------------------ | ------------------ | ------------------------ |
| 1960               | Leipzig ( RDA)     | Medalla de bronce  | Velocidad individual (A) |